# Meriden (Iowa)
Meriden és una població dels Estats Units a l'estat d'Iowa. Segons el cens del 2000 tenia 184 habitants.

## Demografia
Segons el cens del 2000, Meriden tenia 184 habitants, 84 habitatges, i 55 famílies. La densitat de població era de 645,8 habitants/km².
Dels 84 habitatges en un 26,2% hi vivien nens de menys de 18 anys, en un 59,5% hi vivien parelles casades, en un 3,6% dones solteres, i en un 34,5% no eren unitats familiars. En el 29,8% dels habitatges hi vivien persones soles el 14,3% de les quals corresponia a persones de 65 anys o més que vivien soles. El nombre mitjà de persones vivint en cada habitatge era de 2,19 i el nombre mitjà de persones que vivien en cada família era de 2,71.
Per edats la població es repartia de la següent manera: un 19% tenia menys de 18 anys, un 4,9% entre 18 i 24, un 30,4% entre 25 i 44, un 25% de 45 a 60 i un 20,7% 65 anys o més.
L'edat mediana era de 43 anys. Per cada 100 dones de 18 o més anys hi havia 91 homes.
La renda mediana per habitatge era de 24.750 $ i la renda mediana per família de 33.393 $. Els homes tenien una renda mediana de 25.000 $ mentre que les dones 16.250 $. La renda per capita de la població era de 14.755 $. Entorn del 10,2% de les famílies i l'11,4% de la població estaven per davall del llindar de pobresa.

## Poblacions més properes
El següent diagrama mostra les poblacions més properes.